# Balléville
Balléville ist eine französische Gemeinde mit 100 Einwohnern (Stand: 1. Januar 2022) im Département Vosges in der Region Grand Est (bis 2015 Lothringen). Sie gehört zum Arrondissement Neufchâteau und zum Kanton Mirecourt.

## Geographie
Balléville liegt etwa zehn Kilometer östlich von Neufchâteau und 20 Kilometer westlich von Mirecourt am linken Ufer des Flusses Vair. Im Nordosten begrenzt der Fluss Vraine das Gemeindegebiet. Nachbargemeinden sind Removille und Rainville im Nordosten, Saint-Paul und Viocourt im Osten, Châtenois im Süden, Courcelles-sous-Châtenois im Westen sowie Dolaincourt und Vouxey im Nordwesten. Das östliche Gemeindegebiet wird von der Autobahn A31 durchquert.

## Bevölkerungsentwicklung
| Jahr          | 1962 | 1968 | 1975 | 1982 | 1990 | 1999 | 2009 | 20120 |
| Einwohner     | 91   | 93   | 99   | 80   | 94   | 101  | 109  | 98    |
| Quelle: INSEE |      |      |      |      |      |      |      |       |

## Sehenswürdigkeiten
- Croix de Solana, Friedhofskreuz aus dem 16. Jahrhundert, Monument historique[1]
- Croix de Chemin, Wegkreuz aus dem 16. Jahrhundert, Monument historique[2]
- Kirche Nativité-de-Notre-Dame (Mariä Geburt)

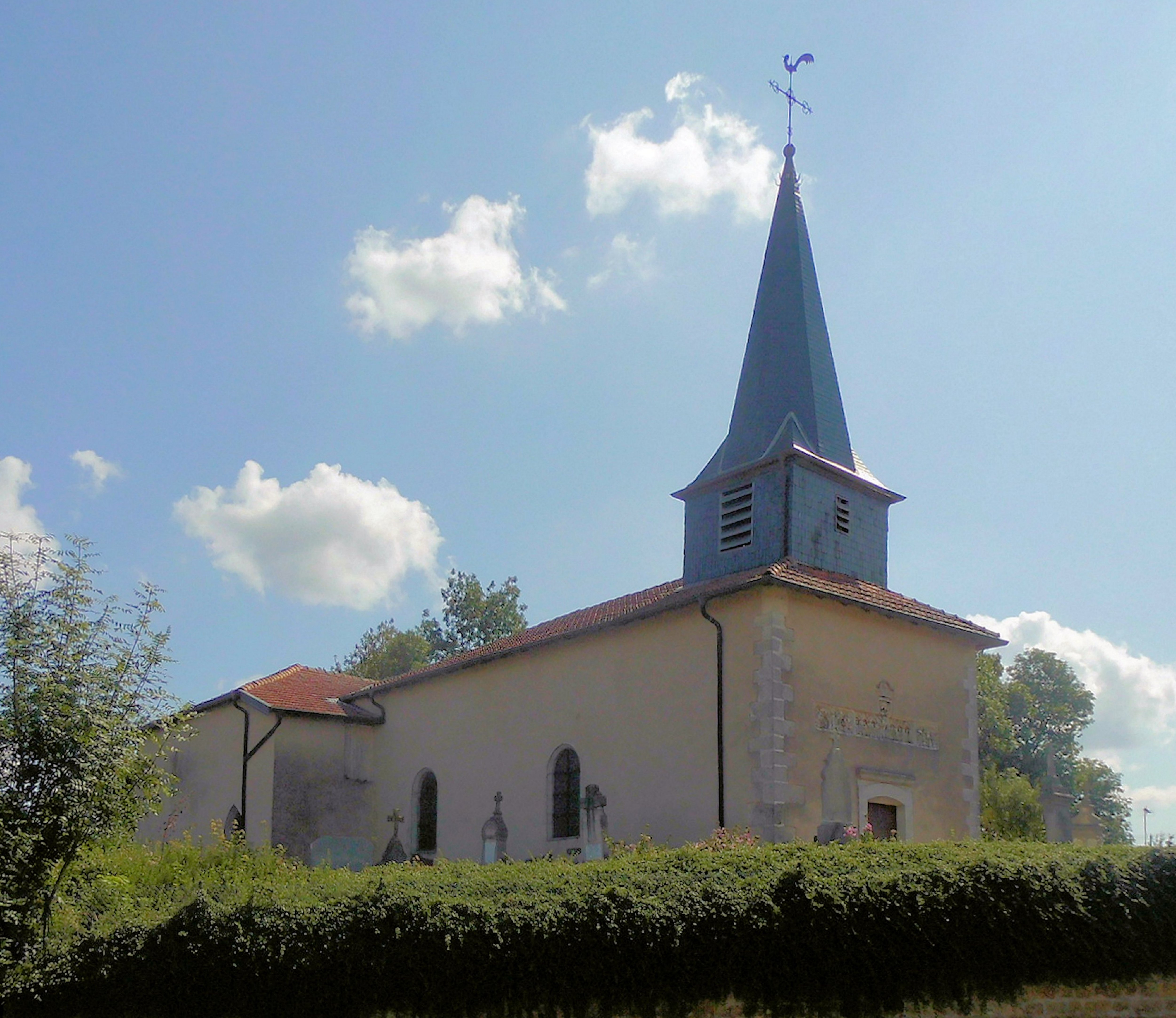
Kirche Nativité-de-Notre-Dame
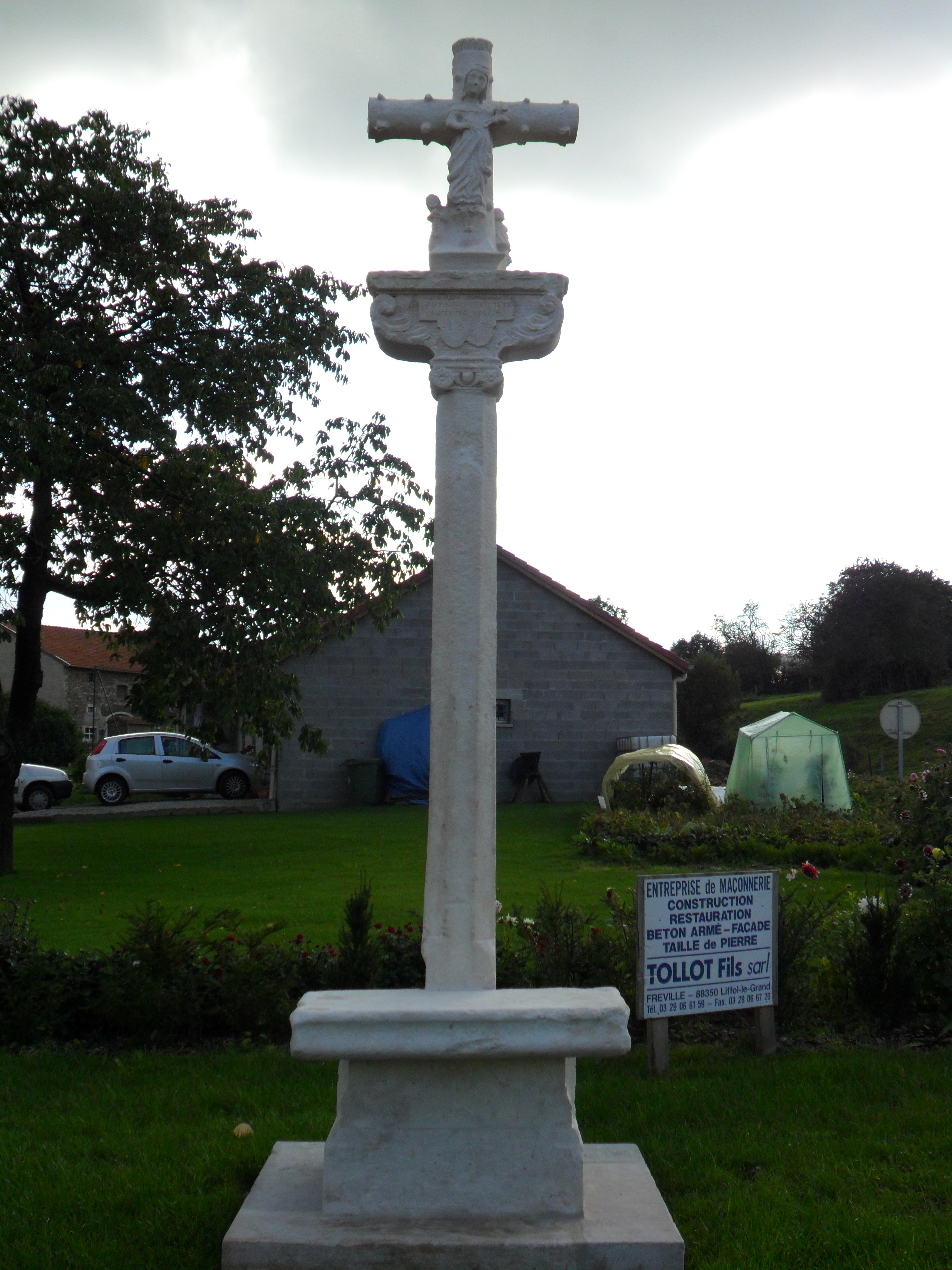
Wegkreuz aus dem 16. Jahrhundert